# Coslédaà-Lube-Boast
Coslédaà-Lube-Boast är en kommun i departementet Pyrénées-Atlantiques i regionen Nouvelle-Aquitaine i sydvästra Frankrike. Kommunen ligger i kantonen Lembeye som tillhör arrondissementet Pau. År 2022 hade Coslédaà-Lube-Boast 376 invånare.

## Befolkningsutveckling
Antalet invånare i kommunen Coslédaà-Lube-Boast
| Referens: INSEE |